# Biała (stad)
Biała (Duits: Zülz) is een stad in het Poolse Woiwodschap Opole, gelegen in de powiat Prudnik. De oppervlakte bedraagt 14,71 km², het inwonertal 2.687 (2005). Sinds 2006 is de stad officieel tweetalig, dat wil zeggen dat Duits als hulptaal gebruikt mag worden omdat meer dan 20% van de bevolking zich als Duitstalig heeft laten registreren.
Het stadje herbergde vanouds een grote Joodse minderheid en is herkomstplaats van de chassidische joodse beweging Biala. Al in 1774 had Biała een barokke synagoge, die in 1939 werd afgebroken.